# ZNF10
La proteína de dedos de zinc 10 (ZNF10) es una proteína codificada en humanos por el gen znf10.
La proteína ZNF10 contiene un dedo de zinc C2H2 y está implicado en fenómenos de represión transcripcional. El dominio asociado de Krüppel (KRAB) de esta proteína es el responsable de su actividad como represor de la transcripción. La proteína con dedos de zinc RING TIF1 interacciona con el dominio KRAB y podría servir como mediador en la actividad represora de esta proteína.

## Interacciones
La proteína ZNF10 ha demostrado ser capaz de interaccionar con:
- TRIM28[4][5]